# Rocky Ford (Geòrgia)
Rocky Ford és una població dels Estats Units a l'estat de Geòrgia. Segons el cens del 2000 tenia 186 habitants.

## Demografia
Segons el cens del 2000, Rocky Ford tenia 186 habitants, 78 habitatges, i 53 famílies. La densitat de població era de 59,4 habitants/km².
Dels 78 habitatges en un 23,1% hi vivien nens de menys de 18 anys, en un 52,6% hi vivien parelles casades, en un 14,1% dones solteres, i en un 30,8% no eren unitats familiars. En el 29,5% dels habitatges hi vivien persones soles el 21,8% de les quals corresponia a persones de 65 anys o més que vivien soles. El nombre mitjà de persones vivint en cada habitatge era de 2,38 i el nombre mitjà de persones que vivien en cada família era de 2,94.
Per edats la població es repartia de la següent manera: un 21,5% tenia menys de 18 anys, un 5,9% entre 18 i 24, un 23,1% entre 25 i 44, un 28,5% de 45 a 60 i un 21% 65 anys o més.
L'edat mediana era de 44 anys. Per cada 100 dones de 18 o més anys hi havia 80,2 homes.
La renda mediana per habitatge era de 25.000 $ i la renda mediana per família de 28.750 $. Els homes tenien una renda mediana de 28.125 $ mentre que les dones 21.719 $. La renda per capita de la població era de 12.989 $. Entorn del 4,2% de les famílies i el 9,3% de la població estaven per davall del llindar de pobresa.

## Poblacions més properes
El següent diagrama mostra les poblacions més properes.